# オリンピアワールド・インスブルック
オリンピアワールド・インスブルックは、オーストリア、チロル州インスブルックにある競技場である。
同施設は1964年インスブルックオリンピック開催を機に建設。以下の施設から構成されている。
- オリンピアハレ [1]
- Tiroler Wasserkraft Arena (アイスホッケー)[2]
- ティヴォリ・シュターディオン (サッカー)[3]
- イグルス (ボブスレー・リュージュ・スケルトン)[4]
- Landessportcenter Tirol[5]
- Außen-/Leichtathletikanlagen [6]
- WUB Skate/BMX Halle (スケートボード, BMX, インラインスケート)
- American Football Zentrum (アメフト)